# Edward Augustus Brackett
Pour les articles homonymes, voir Brackett.
Edward Augustus Brackett, né le 1er octobre 1818 à Vassalboro dans le Maine et mort le 15 mars 1908, est un sculpteur américain.

## Biographie
Edward Augustus Brackett naît le 1er octobre 1818 à Vassalboro dans le Maine,. En 1835 il s'installe avec sa famille à Cincinnati dans l'Ohio. Il se forme seul par étude de la nature.

## Œuvres en collection publique

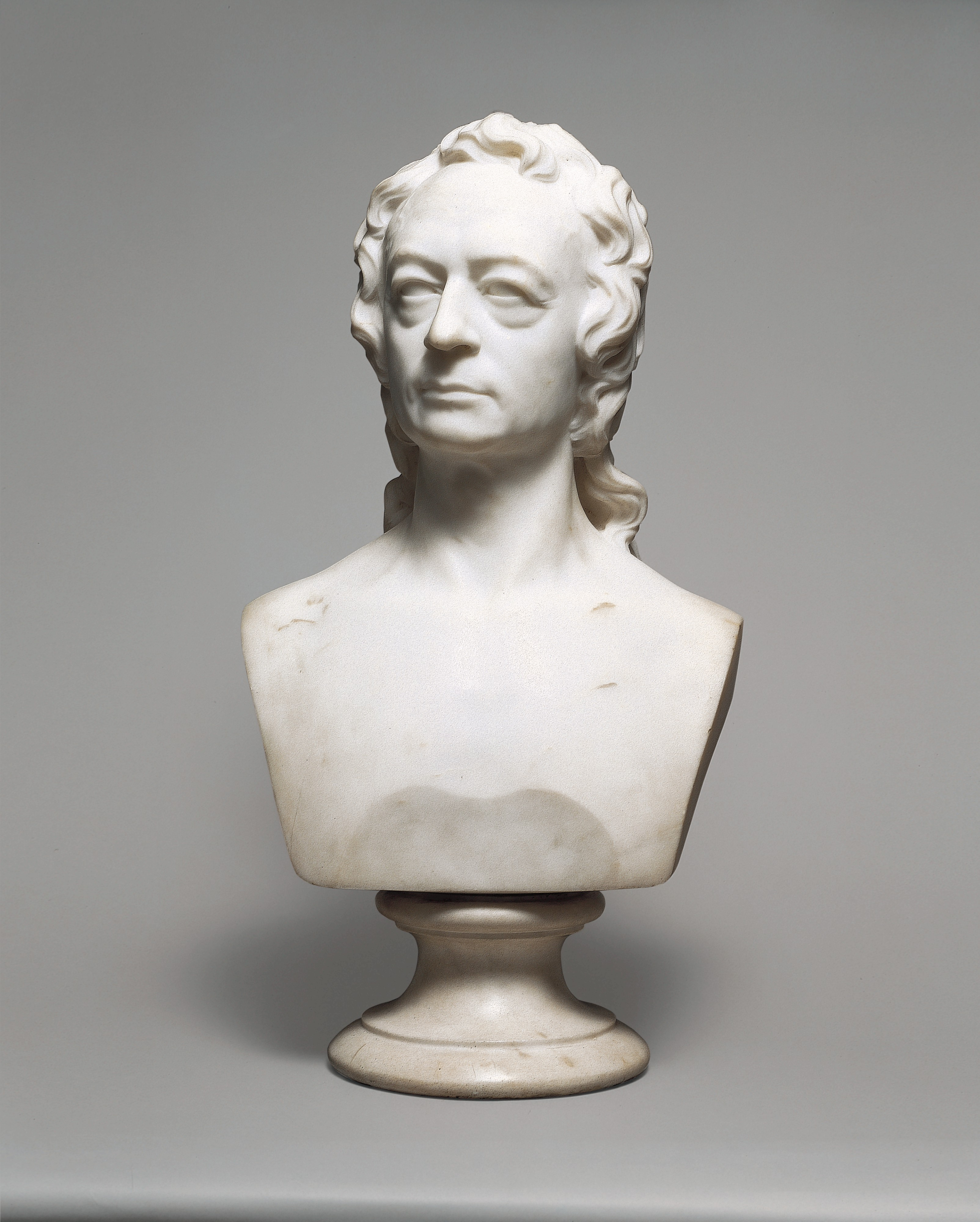
Buste de Washington Allston, 1844

- Buste de Washington Allston buste en marbre, 1844, Metropolitan Museum of Art, New York[3].
- Mère en enfant naufragés, 1848–1851, Worcester Art Museum.
- John Brown, buste, 1859, Université Tufts.